# Rafael Schächter
Rafael Schächter (geboren 25. Mai 1905 in Brăila, Rumänien; gestorben 1945 bei der Evakuierung des KZ Auschwitz) war ein tschechoslowakischer Pianist, Komponist und Dirigent. Er war Organisator und einer der Pioniere kultureller und künstlerischer Veranstaltungen im Ghetto Theresienstadt.

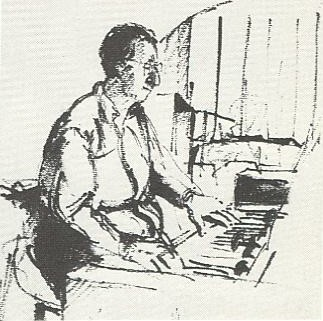
Peter Kien: Rafael Schächter im Ghetto Theresienstadt

## Leben
Rafael Schächter wurde in Rumänien geboren, lebte aber ab 1919 in Brünn. Am dortigen Konservatorium studierte er Komposition und Klavier, u. a. bei Vilém Kurz. Nach einem Umzug nach Prag schloss er am Prager Konservatorium sein Klavier-Studium ab und genoss eine Ausbildung zum Dirigenten bei Pavel Dědeček. Es folgte eine Arbeit am Theater Déčko um Emil František Burian und ab 1937 die Leitung der Kammerspiele.

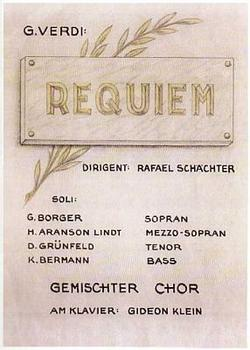
Giuseppe Verdi; Messa da Requiem im Ghetto Theresienstadt
Gideon Klein, Klavier; G. Borger, Sopran; H. Aranson-Lindt, Mezzosopran; David Grünfeld, Tenor; Karel Berman, Bass

Als vom NS-Regime verfolgter Jude wurde er am 30. November 1941 in das Ghetto Theresienstadt deportiert. Unter anderem um die Moral der Insassen zu stärken begann Schächter musikalische Veranstaltungen zu organisieren. Ein eingeschmuggeltes Klavier wurde in den Baracken aufgestellt und ein Chor gegründet. Er sorgte für die Aufführung verschiedener Werke, welche er teilweise selbst am Klavier begleitete. Er war eine der wichtigsten Personen im anfangs verbotenen und nachher zu Propagandazwecken missbrauchten Kulturleben des Ghettos.
Am 16. Oktober 1944 wurde Rafael Schächter unter der Nummer 943 mit 1000 weiteren Gefangenen in das KZ Auschwitz deportiert. Später kam er während der Evakuierung des Lagers bei einem der Todesmärsche ums Leben. Anderen Darstellungen zufolge soll Rafael Schächter am 18. Oktober 1944 in einer der Gaskammern in Auschwitz ermordet worden sein.
Von Überlebenden der Konzentrationslager wurde Rafael Schächter geehrt, sein Wirken habe eine Oase der Menschlichkeit geschaffen und er habe ihren Willen zum Überleben gestärkt. Josef Bor schrieb 1963 den Roman Terezínské rekviem über Schächters Aufführung von Verdis Requiem.